# Fisetina
La fisetina és un flavonoide antioxidant. Es presenta principalment sota la fórmula 3,3',4'7'-tetrahidroxiflavona.
Es troba en concentracions relativament altes en aliments i begudes com les maduixes, les pomes, els tomàquets, les cebes, les taronges, el raïm, els kiwis, els caquis, el te i el vi.
L'octubre del 2006 es va anunciar que uns experiments fets als Estats Units en ratolins de laboratori van mostrar la capacitat de la fisetina per millorar la memòria.